# Zweizeiler (Verslehre)
Ein Zweizeiler ist in der Verslehre eine aus zwei Versen bestehende Strophen- oder Gedichtform.
Sind die beiden Verse heterometrisch, weisen also unterschiedliches Versmaß auf, so werden solche Zweizeiler insbesondere in der antiken Verslehre als Distichon bezeichnet. Bekanntestes Beispiel ist das elegische Distichon, das in seiner epigrammatischen Form auch eine Gedichtform ist. Ein Beispiel aus Goethes Venezianischen Epigrammen:
Dichten ist ein lustiges Handwerk, nur find ich es theuer;

Wie dieß Büchlein mir wächst, gehn die Zecchinen mir fort.
Als kurze Gedichtform eignet sich der Zweizeiler vor allem für Epigramm, Sprichwort und Sinnspruch.

## Zweizeiler in der deutschen Dichtung
Der Zweizeiler wird als Strophenform in der deutschen Dichtung meist paargereimt und ab 1850 immer beliebter. Da der Satz meist mit der Strophe abgeschlossen wird, zwingen die kürzeren Versmaße zu starker Verknappung, so bei Else Lasker-Schüler:
So still ich bin,

All Blut rinnt hin.

Wie weich umher.

Nichts weiß ich mehr.

### Jambische Zweizeiler

#### Vierheber
Eine häufige Form ist der paargereimte Zweizeiler aus jambischen Vierhebern:
◡—◡—◡—◡— a

◡—◡—◡—◡— a
Dessen Wurzeln lassen sich bis zur lateinischen Ambrosianischen Hymnenstrophe der Spätantike zurückverfolgen. Über das ältere deutsche Kirchenlied des 15. und 16. Jahrhunderts geht die Form dann über in das Volkslied. Bekannte Beispiele sind hier „Es stand ein Lind im tiefen Tal“, „Es war ein Markgraf überm Rhein“ und „Es blies ein Jäger wohl in sein Horn“. In der Kunstdichtung bleibt die zweizeilige Strophe aber bis zu Herders Volksliedsammlung und der Romantik selten, von Ausnahmen wie Brockes’ Die Welt ist allezeit schön abgesehen.
Mit Beginn der Romantik und der Sammlung Des Knaben Wunderhorn (Beispiele: Die Diebsstellung, Ritter St. Georg),  wurde der volkslied- und balladenhafte Ton der paargereimten jambischen Vierheberstrophe zunehmend populär. Sehr bekannt ist Heines bibelhistorische Ballade Belsazar:
Die Mitternacht zog näher schon;

In stiller Ruh’ lag Babylon.

Nur oben in des Königs Schloß,

Da flackert's, da lärmt des Königs Troß. […]
Zahlreiche weitere Beispiele finden sich bei Ludwig Uhland (Siegfrieds Schwert), Joseph von Eichendorff (Die Räuberbrüder), Justinus Kerner (Die traurige Hochzeit), Gustav Schwab (Der Reiter und der Bodensee) und Eduard Mörike (Zwei Liebchen).
Der schlichte Paarreim und die Nähe zum Volkslied wurde also oft als Kunstmittel verwendet, durch die  Knappheit und den ausgeprägten jambischen Rhythmus bestand aber immer die Gefahr des Umkippens ins unfreiwillig Komische, so bei Felix Dahns Gotentreue:
Erschlagen lag mit seinem Heer

Der König der Goten, Theodemer.

Die Hunnen jauchzten auf blut’ger Wal,

Die Geier stießen herab zu Tal. […]
Genau diesen Effekt machten sich die Dichter des Grotesken und des Komischen zunutze. Zahlreiche Beispiele finden sich bei Christian Morgenstern: Das Geierlamm, Der Gingganz, Der heilige Pardauz, Der Lattenzaun, Der Zwölf-Elf, Die wiederhergestellte Ruhe, um nur einige zu nennen. Hierher gehört auch das dreistrophige Himmel und Erde:
Der Nachtwindhund weint wie ein Kind,

dieweil sein Fell von Regen rinnt.

Jetzt jagt er wild das Neumondweib,

das hinflieht mit gebognem Leib.

Tief unten geht, ein dunkler Punkt,

querüberfeld ein Forstadjunkt.

#### Fünfheber
Der paargereimte jambische Fünfheber ist bis zum Ende des 19. Jahrhunderts eine relativ seltene Form. Einige Male wird er für Balladen (Platen Der Pilgrim von St. Just) und Gelegenheitsgedichte (Nikolaus Lenau Frühlingsgrüße; Theodor Storm Einer Braut am Polterabend) verwendet und Conrad Ferdinand Meyer wählt ihn für seine Verserzählung Huttens letzte Tage.
Ab dem Beginn des 20. Jahrhunderts wird die schlichte Form zunehmend beliebter, so bei Hermann Hesse in Berggeist (1899) und Alpenpaß (1911)
Durch viele Täler wandernd kam ich her,

Nach keinem Ziele hin steht mein Begehr.

Hinschauend seh ich an der Ferne Rand

Italien, meiner Jugendjahre Land, […]
Weitere Beispiele finden sich bei Oskar Loerke (Gleichnis am Morgen; Wind), Josef Weinheber (In Betrachtung einer Hand; Dran denk ich oft; Die Sonne ohne dich hat keinen Sinn), Ernst Jünger (Brautlied), Bertolt Brecht (Orges Gesang), Heinz Piontek (Aus einem Park), Stephan Hermlin (Epitaph für einen deutschen Soldaten) und Günther Kunert (Testament).
Die elfsilbige hyperkatalektische Form mit weiblichem Reim nach dem Schema
◡—◡—◡—◡—◡—◡ a

◡—◡—◡—◡—◡—◡ a
wird von Stefan George vielfach verwendet, so in Ob denn der wolken-deuter mich belüge:
Ob denn der wolken-deuter mich belüge

Und ich mit bränden und durch adlerflüge?

Dass niemals dieser knospe keusche lippe

Vom windgeführten seim der freundin nippe […]
Weitere Gedichte Georges in dieser Form sind Friedensabend (in Das Buch der hängenden Gärten) und Flammen (in Der siebente Ring). Auch der junge Hesse verwendet die Form, so in Ich liebe Frauen und Er ging im Dunkel. Weiter sind hier zu nennen Max Dauthendey (Ein Jahr; Sind je die Zeiten trauriger gewesen) und Karl Wolfskehl (Vita in morte und Ich grüsse dich der naht mit dunklen Krügen). Dass die Form sich nicht nur für düster-schwüle Betrachtungen eignet, belegt wieder Morgenstern mit seinem Mopsenleben (in Palma Kunkel) und Tucholsky macht sie zum Träger böser Satire:
[…] Und schaut ein General noch so verrucht aus:

Man steckt ihn nie und nimmermehr ins Zuchthaus.

Also zum Tode? – Aber, Kind, mit nichten!

Die Weltgeschichte wird ihn einmal richten –!

Die Weltgeschichte aber richtet keinen.

Stumpf, ungerührt hört sie die Mütter weinen. […]

### Trochäische Zweizeiler

#### Vierheber
Oben wurde schon die Eignung des Zweizeilers für Sinnspruch und Sprichwort erwähnt. Das gilt natürlich auch da, wo einzelne Strophen sprichwörtlich werden, so die erste Strophe von Wilhelm Buschs Julchen:
Vater werden ist nicht schwer,

Vater sein dagegen sehr.
Oder etwas später:
Sein Prinzip ist überhaupt:

Was beliebt ist auch erlaubt;

Denn der Mensch als Kreatur

Hat von Rücksicht keine Spur.
Was über die Nähe des jambischen Vierhebers zum Komischen gesagt wurde, gilt verstärkt noch für (paargereimte) Zweizeiler aus trochäischen Vierhebern:
—◡—◡—◡—◡ a

—◡—◡—◡—◡ a
Am bekanntesten dürfte wohl Buschs Max und Moritz sein:
Ach, was muß man oft von bösen

Kindern hören oder lesen!!

Wie zum Beispiel hier von diesen,

Welche Max und Moritz hießen […]
Auch bei Morgenstern finden sich wieder Beispiele (Exlibris, Nach Norden, St. Expeditus, West-östlich).
Was sich für die Komik eignet, kann auch für Satire und Invektive nicht untauglich sein. So verwendet Arno Holz die Form für seine Schmähung der deutschen Dichterin:
Powrer noch als Zink und Zinn

ist die deutsche Dichterin.

Vor der ersten gelben Primel

leiert sie ihr Lenzgeschwimel.

Lilien, Heliotropen, Rosen

wiegen sie in Duftnarkosen.

Hyazinthen und Azalien

frisst ihr Vers wie Viktualien.
Außerhalb der komischen und satirischen Dichtung hat dieser trochäische Zweizeiler geringere Bedeutung. Siehe etwa die historische Ballade Die Herzogin von Orlamünde aus Des Knaben Wunderhorn:
Albert Graf von Nürnberg spricht:

„Herzogin ich liebe nicht;

Bin ein Kind von achtzehn Jahren

Und im Lieben unerfahren, […]“
Ein seltenes Beispiel des Gebrauchs der Form in der modernen deutschen Lyrik ist schließlich das Gedicht Selbdritt, selbviert von Paul Celan aus Die Niemandsrose mit den durch Wortwiederholung geradezu überbetonten Trochäen:
Krauseminze, Minze, krause,

vor dem Haus hier, vor dem Hause.

Diese Stunde, deine Stunde,

ihr Gespräch mit meinem Munde. […]
Wieder im Bereich des Komischen dichtete Robert Gernhardt angeregt von der oben zitierten Hesseschen Berglyrik ebenfalls in paargereimten trochäischen Vierhebern:
Steiner sprach zu Hermann Hesse:

„Nenn mir sieben Alpenpässe!“

Darauf fragte Hesse Steiner:

„Sag mal Rudolf, reicht nicht einer?“

#### Fünfheber
Auch der paargereimte trochäische Fünfheber erscheint bei Morgenstern, sowohl in akatalektischer Form mit weiblichem Reim (Der Aromat, Die Kugeln) als auch in katalektischer mit männlichem Reim (Das böhmische Dorf, Wort-Kunst).
Dem gegenüber stehen außerhalb der komischen Dichtung Beispiele mit abendlichem oder schon nächtlichem Sujet, vorwiegend katalaktisch: Will Vesper Trüber Abend, Gertrud Kolmar Der schöne Abend, Moritz Jahn Aleen in der Nacht, Franz Werfel Nächtliche Heimkehr und Nächtliche Kahnfahrt und Erinnerung, Hermann Hesse Wanderer im Schnee, Emil Barth Nachtgleiche.
Dem fallenden Rhythmus des Trochäus folgend wird die Form auch verwendet, um Sinken und Fallen zu thematisieren, beispielhaft in Conrad Ferdinand Meyers Eingelegte Ruder:
Meine eingelegten Ruder triefen,

Tropfen fallen langsam in die Tiefen.

Nichts, das mich verdroß! Nichts, das mich freute!

Niederrinnt ein schmerzenloses Heute! […]
Weitere Beispiele des trochäischen Fünfhebers bei Meyer sind Neujahrsglocken und Zwiegespräch, ein Sinkendes und Nächtliches kombinierender Dialog zwischen Sonne und Abendröte, wobei die Dialogpartner strophenweise wechseln:
Sonne:

Meine Strahlen sind geknickte Speere,

Ich versank in blut'ger Heldenehre –

Abendröte:

Wie der Ruhm, will ich mit lichten Händen

In das nahe Dunkel Grüße spenden. […]
Ähnlich nach unten gerichtet Franz Werfel in Tropfen und abgründig bei Isolde Kurz in Schlummerflocken:
Niedersank der Tag. Aus dunklen Toren

sternenäugig wird die Nacht geboren.

Ohne Steuer, jetzt vom Land gestoßen,

schwebt die Seele überm Bodenlosen. […]

### Elegisches Distichon
Das aus der Paarung eines Hexameters mit einem Pentameter entstehende Distichon ist in der deutschen Dichtung vor allem seit der Klassiḱ eine häufige Form, sowohl als Gedichtform – siehe das Beispiel aus Goethes Venezianischen Epigrammen in der Einleitung oder die Xenien von Goethe und Schiller –, als auch als Strophenform. Das Metrische Schema zeigt an, dass analog antikem Gebrauch die Daktylen zu Trochäen verkürzt werden können, außer im zweiten Teil des Pentameters:
—◡(◡)ˌ—◡(◡)ˌ—◡(◡)ˌ—◡(◡)ˌ—◡◡ˌ—◡

—◡(◡)ˌ—◡(◡)ˌ— ‖ —◡◡ˌ—◡◡ˌ—
Beispiele für strophischen Gebrauch finden sich bei Klopstock (Die künftige Geliebte, Winterfreuden) und Schiller (Der Genius, Die Geschlechter, Nänie). Goethe verwendet es strophisch in den Römischen Elegien und in seinem Lehrgedicht Die Metamorphose der Pflanzen. Einen Höhepunkt der Elegiendichtung bilden dann die Werke von Hölderlin (Brod und Wein, Der Wanderer, Menons Klagen um Diotima).
In der Romantik wird die Form noch verschiedentlich verwendet, namentlich bei Novalis und Rückert, in der moderneren Dichtung aber wird sie selten. So beklagt Josef Weinheber das Schwinden der Form aus der Dichtung:
Hirtlicher Vers, du schwindest dahin? Und hatten doch einstens

Liebende schön dich ersehnt, Sänger dich fruchtbar gemacht!

Wohl rührt Wehmut uns an im Zauber bukolischen Bildes,

aber wie lang noch gelingts, daß wir das Deine verstehn? […]

## Zweizeiler in der französischen Dichtung
Im Gegensatz zum sehr häufigen Gebrauch des elegischen Distichons im Deutschen ist die französische Form (französisch distique) isometrisch und gereimt. Aus einem Reimpaar bestehende Strophen oder Strophenteile werden auch als Couplet bezeichnet (englisch couplet; französisch couplet de deux vers).
Das Wort leitet sich vom lateinischen copula („Verbindung“) ab, davon die die altfranzösischen Worte cople oder couple und das spanische copla, die seit dem ausgehenden 12. Jahrhundert für die Verbindung von Reimpaaren zur Strophe eines Gedichtes oder Liedes belegt sind. In der Troubadour-Lyrik ist Couplet die Bezeichnung für „Strophe“ schlechthin.

## Zweizeiler in der englischen Dichtung
Das heroic couplet wird von Edmund Spenser, Ben Jonson und John Dryden verwendet. Geoffrey Chaucer wandelt die Form ab (in The Romaunt of the Rose).

## Zweizeiler in außereuropäischen Literaturen
Beispiele für zweizeilige Strophenformen in den außereuropäischen Literaturen sind die arabisch-persische Ghasel, der altindische Shloka und der tamilische Kural-Venba (vgl. Tirukkural). Auch die germanische Langzeile mit ihren beiden Teilen kann als Zweizeiler aufgefasst werden.
Siehe auch: Liste von Strophen- und Gedichtformen